# La congiura della Pietra Nera
La congiura della Pietra Nera (剑雨, lett. "Pioggia di spade") conosciuto anche con il titolo internazionale Reign of Assassins, è un film del 2010 diretto da Su Chao-pin con il supporto di John Woo.
Il film, di genere wuxia, è stato girato in Cina ed è costato 14 milioni di dollari. Ambientato nel periodo della Dinastia Ming, il film vede protagonista Michelle Yeoh, che interpreta il ruolo di un'assassina che tenta di ritornare ad una vita normale dopo essere stata aiutata da un monaco. Tuttavia, dopo aver salvato se stessa e suo marito da una banda, attira l'attenzione del gruppo di assassini in cui militava in passato.

## Trama
Una leggenda narra di un monaco buddista indiano di nome Bodhi si recò in Cina dove sviluppò il suo stile di Kung Fu, grazie anche alle incredibili abilità rigenerative del suo corpo. Alla sua morte venne seppellito, ma i suoi resti mummificati furono presi e tagliati in due parti; si dice infatti che chi otterrà il corpo intero di Bodhi avrebbe ottenuto grandiosi poteri mistici e il dominio del mondo delle arti marziali. Tra coloro che cercarono i resti del maestro ci fu la setta assassina della Pietra Nera, che, scoperto che una metà dei suddetti resti è nelle mani del primo ministro Zhang Haiduan, inviò dei sicari per uccidere lui e suo figlio Zhang Renfeng. Ma dopo aver compiuto il massacro, Shi Yu (l'assassina migliore della Pietra Nera) ruba i resti e fugge. 
A questo punto della storia avviene l'incontro della donna con il monaco Wisdom, il quale si rivela essere un esperto di arti marziali (Shao Ling) e ben presto le dimostra le numerose lacune della sua tecnica che un giorno potrebbero costarle la vita per mano di un vero maestro; pertanto, il monaco cerca di convincerla a cambiare rotta e rinunciare per sempre alla sua vita d'assassina. Shi Yu trascorre tre lunghi mesi in compagnia del monaco Wisdom, che terminano con la morte di quest'ultimo, non prima che questi sia riuscito a trasmetterle un ultimo, prezioso insegnamento. Afflitta dai sensi di colpa, Shi Yu ascolta infine il suggerimento del monaco: si reca da un medico eremita che, in cambio del suo oro e della sua storia, le cambia il volto, e assume così l'identità di Zeng Jing. Tempo dopo, Shi Yu si trasferisce alla capitale per vivere una vita normale come venditrice di stoffe; lì, conosce Jiang Ah-sheng, che dopo tanti tentativi di corteggiamento riesce a conquistarla. Ben presto, i due si sposano e cominciano a condurre una vita serena. 
Nel mentre, il Re della Ruota (il capo della setta e il maestro di Shi Yu), che non ha mai smesso di cercare lei e i resti mummificati, recluta e addestra una nuova assassina, Ye Zhanqing, una ragazza spietata che ha ucciso il suo fidanzato e i suoceri la prima notte di nozze. La Pietra Nera e riesce a trovare Shi Yu e quest'ultima, per difendere se stessa e il marito da dei rapinatori, sguaina ancora una volta la sua spada. Il Re della Ruota assume dunque i suoi tre assassini migliori, Lei Bing, il Mago e Ye Zhanqing, per stanarla; i tre riescono a riconoscere Shi Yu in Zeng Jing, affermando che le fattezze mutate non possono celare la sua aura, sebbene l'istinto omicida sia diminuito col tempo. La donna dichiara di voler vivere una vita normale ma, sentendo minacciata la vita del marito, accetta di cedere i resti in suo possesso e di aiutare la setta e recuperare la metà mancante, in cambio della libertà di entrambi. Una volta ottenuta per intero la mummia del monaco, tuttavia, gli assassini si rifiutano di lasciarla andare per causa della lotta interna alla setta causata dai personali interessi del Mago, desideroso di reclamare i resti per sé, così viene messa in mezzo e ferita dal re, essendo egli a conoscenza dei difetti della sua tecnica. La donna riesce a fuggire e ad avvertire il marito del pericolo, appena prima di svenire.
Ma invece di fuggire, Jiang Ah-sheng spalanca porta e finestre e inizia a rimuovere alcuni mattoni dal pavimento di casa, in attesa di Lei Bing e Ye Zhanqing. All'arrivo degli assassini, l'uomo estrae da uno scomparto nascosto due spade e ingaggia battaglia, dimostrandosi tutt'altro che l'inetto che si faceva credere: le armi rivelano che egli è in realtà il redivivo Zhang Renfeng e riesce così a uccidere Lei Bing e a ferire Ye Zhanqing, la quale fugge ad avvertire il Re delle Ruota. Zhang Renfeng porta la moglie dal medico eremita per farla curare; in una conversazione tra i due uomini si scopre che egli sopravvisse alla ferita apparentemente infertagli da Shi Yu al cuore, poiché i suoi organi interni sono invertiti; una volta guarito si fece operare a sua volta per cambiare aspetto, con lo scopo di vendicare la morte del padre. In seguito si reca al cimitero dove scopre un ritratto di Shi Yu con le sue sembianze originarie e, raggiunto dalla donna, le dice di non poter amare la persona responsabile della morte della sua famiglia e le intima di andarsene, non potendo uccidere una donna.
Nel frattempo, il Re della Ruota viene in possesso della mummia intera ma, in un tentativo di seduzione da parte di Ye Zhanqing, che desidera i favori dell'uomo per poter apprendere nuove infallibili tecniche, viene additato come eunuco, e le rivela dunque il suo obiettivo: utilizzare le proprietà mistiche dei resti per tornare ad essere un vero uomo, essendo stato castrato in giovane età. Delusa e disgustata, Ye Zhanqing lo attacca, ma l'uomo ha presto la meglio e decide di seppellirla viva, venendo interrotto da un razzo luminoso sparato da Shi Yu. Finito di uccidere Ye Zhanqing e giunto sul luogo, il Re delle Ruota trova dapprima Zhang Renfeng, che è stato trafitto al torace dalla moglie e giace esanime, e poi l'assassina, intenzionata a sfidarlo: dopo un iniziale momento di supremazia dell'uomo, Shi Yu riesce ad applicare gli insegnamenti di Wisdom, ferendo il Re undici volte e decretandone così la sconfitta, ma finendo a sua volta a terra esanime.
Il mattino seguente Zhang Renfeng, che aveva potuto vedere la moglie vendicare la sua famiglia a costo della propria vita (difatti egli era stato ferito e drogato da Shi Yu soltanto per apparire morto), si avvicina a fatica e scopre che la donna è miracolosamente viva. Portandola in braccio, alla promessa di lei di uscire dalla sua vita una volta recuperate le forze, risponde, ridendo, che hanno ancora una lunga vita davanti a loro.

## Produzione
La produzione del film è iniziata il 30 ottobre e le riprese sono state effettuate fra la Cina e Taiwan. Durante le riprese, John Woo era continuamente sul set per fornire consiglio a Su Chao-pin, al punto che Woo viene citato nei titoli come co-regista.

## Distribuzione
La congiura della pietra nera è stato presentato in anteprima il 3 settembre 2010 durante il sessantasettesimo Festival del Cinema di Venezia, dove è stato acclamato dalla critica. Il film è stato proiettato in Cina il 28 settembre 2010, mentre in Italia è uscito il 3 agosto 2012.

## Accoglienza
Il film ha ricevuto un'accoglienza positiva dalla critica al Festival del Cinema di Venezia. Il periodico francese L'Express ne ha lodato le scene di lotta, mentre quello italiano Il Sole 24 Ore ha considerato il film come "una boccata d'aria fresca" al festival, con commenti positivi sulle scene d'azione e sull'umorismo che esso presenta. The Hollywood Reporter ha scritto "la storia meravigliosamente equilibrata trova il tempo per l'umorismo e un finale penetrantemente romantico. Questa lussureggiante sorpresa visiva non dovrebbe avere problemi a trovare il pubblico del kung fu, con potenziale di crossover per il circuito dell'arte occidentale."

## Riconoscimenti
| Premi                                              | Premi                  | Premi         | Premi           | Premi |
| Cerimonia                                          | Categoria              | Nome          | Esito           |       |
| -------------------------------------------------- | ---------------------- | ------------- | --------------- | ----- |
| Hong Kong Film Critics Society Awards 17ª edizione | Miglior Regista        | Su Chao-pin   | Vincitore/trice |       |
| Hong Kong Film Critics Society Awards 17ª edizione | Pellicole di Merito    |               | Vincitore/trice |       |
| 5th Asian Film Awards 5ª edizione                  | Miglior Attrice        | Michelle Yeoh | Candidato/a     |       |
| 5th Asian Film Awards 5ª edizione                  | Miglior Sceneggiatura  | Su Chao-pin   | Candidato/a     |       |
| 5th Asian Film Awards 5ª edizione                  | Miglior Colonna Sonora | Peter Kam     | Candidato/a     |       |
| Hong Kong Film Awards 30ª edizione                 | Miglior film           |               | Candidato/a     |       |
| Hong Kong Film Awards 30ª edizione                 | Miglior Regista        | Su Chao-pin   | Candidato/a     |       |